# Gabriel Metsu

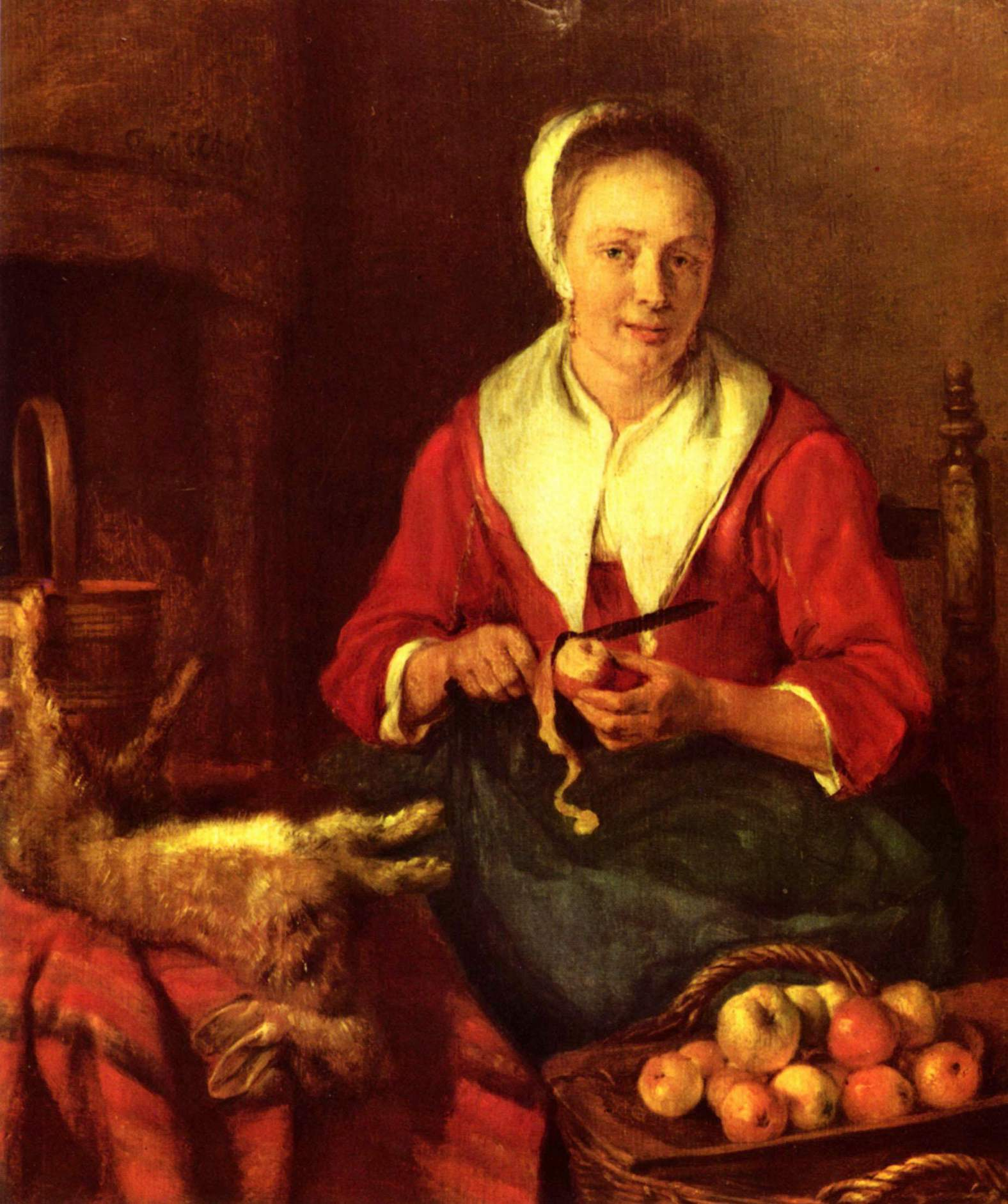
Donna che sbuccia una mela, 1660 ca., Museo del Louvre, Parigi

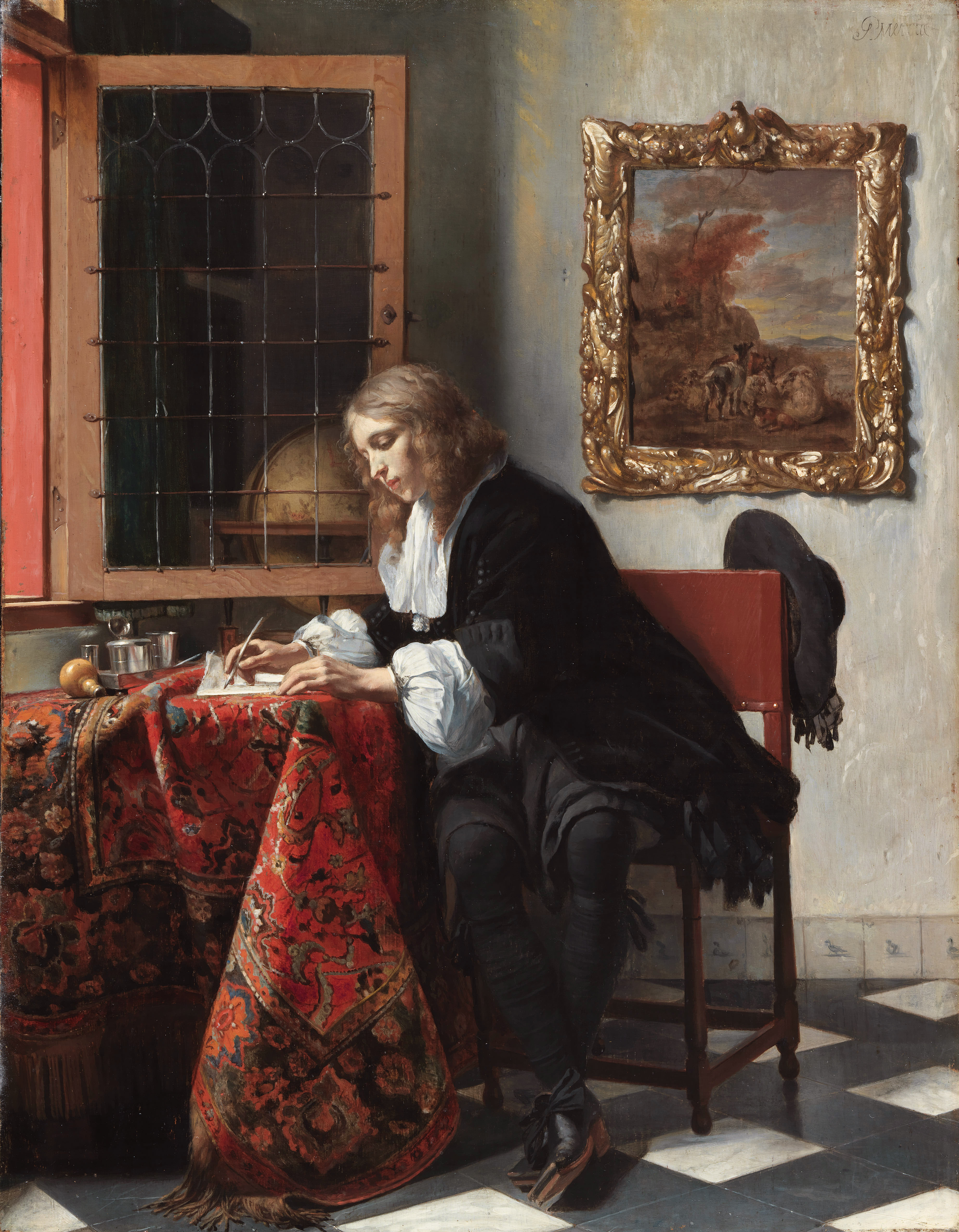
Gabriel Metsu, Uomo che scrive una lettera (1662-1665), National Gallery of Ireland, Dublino

Gabriel Metsu (Leida, 1629 – Amsterdam, 24 ottobre 1667) è stato un pittore olandese, figlio del pittore fiammingo Jacques Metsu (v. 1588-1629). Fu famoso per scene storiche e di genere, soprattutto di interni.

## Biografia
Nato a Leida, nelle sue prime opere rappresentò soprattutto temi biblici e di storia classica, influenzato in particolare da pittori come Nicolaus Knüpfer di Utrecht e dal suo discepolo di Leida Jan Steen. A metà degli anni cinquanta del Seicento si trasferì ad Amsterdam, dove restò fino alla morte.
Con il cambio di residenza iniziò a specializzarsi in scene di genere, che divennero il suo campo di attività più noto e apprezzato, grazie anche all'apporto di nuovi stimoli da parte di colleghi come Gerard Dou, Gerard ter Borch, Pieter de Hooch e Jan Vermeer di Delft. Il suo stile si caratterizzò così per la preferenza accordata ai personaggi umani, sempre fulcro delle sue opere, calati però in ambientazioni ricche di dettagli ornamentali. Se nelle sue prime opere prevalsero i toni scuri alternati a parti drammaticamente luminose dei caravaggisti di Utrecht, nella produzione matura furono invece i colori chiari, influenzati dalla scuola di Delft, a imporsi. 

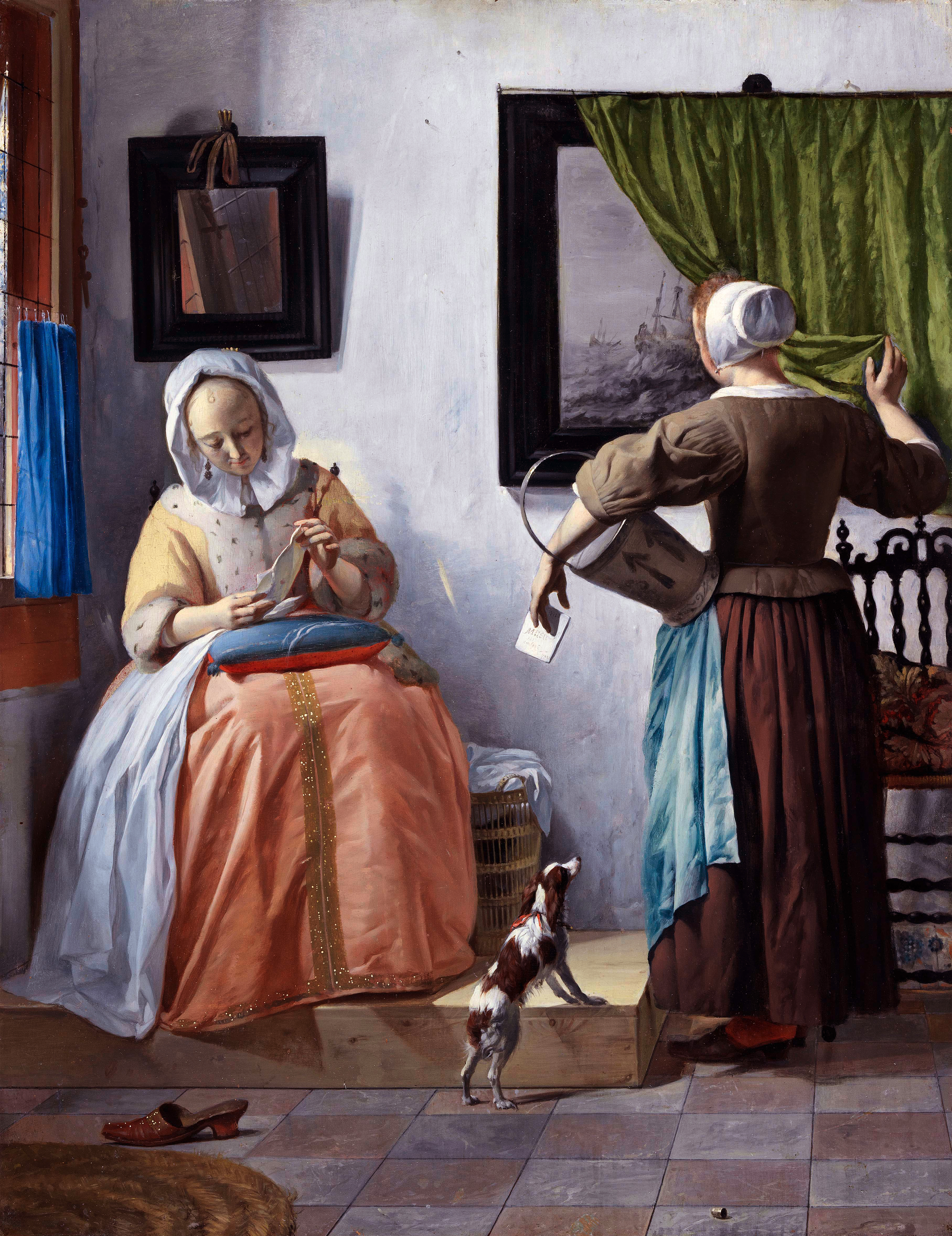
Donna che legge una lettera, National Gallery of Ireland, Dublino

Sebbene la sua produzione sia di livello qualitativo altalenante, in alcune delle sue migliori opere rivela una sensibilità coloristica che si può paragonare a quella di Vermeer.
La produzione tarda mostra un'esecuzione più morbida, con reminiscenze di Gerrit Dou e dei pittori di Leida.